# Malliri
Malliri ist eine Ortschaft im Departamento Chuquisaca im südamerikanischen Anden-Staat Bolivien.

## Lage
Malliri ist der zweitgrößte Ort des Kanton Ocurí im Municipio San Lucas in der Provinz Nor Cinti. Die Ortschaft liegt auf einer Höhe von 3164 m an einem der Zuflüsse zum Río Cormo, der sich flussabwärts mit dem Río Charquí vereinigt und bei Chiñimayu in den Río Chiñi Mayu mündet.

## Geographie
Malliri liegt an den südwestlichen Ausläufern der bolivianischen Cordillera Central, zwischen dem Altiplano im Westen und dem bolivianischen Tiefland im Osten. Das Klima ist ein kühl-gemäßigtes Höhenklima mit typischem Tageszeitenklima, bei dem die mittleren Temperaturunterschiede im Tagesverlauf stärker schwanken als im Jahresverlauf.
Die Jahresdurchschnittstemperatur in dem Municipio liegt bei etwa 15 °C (siehe Klimadiagramm San Lucas), die Monatsdurchschnittswerte schwanken zwischen knapp 12 °C im Juni/Juli und 17 °C von November bis März. Der Jahresniederschlag beträgt 430 mm und weist sieben aride Monate von April bis Oktober mit Monatswerten unter 20 mm auf, nennenswerte Monatsniederschläge fallen nur von Dezember bis Februar mit Werten von je 80 bis 90 mm.

## Verkehrsnetz
Malliri liegt in einer Entfernung von 317 Straßenkilometern südlich von Sucre, der Hauptstadt des Departamentos.
Durch Sucre führt die 898 Kilometer lange Nationalstraße Ruta 5, die von der Cordillera Oriental quer über den Altiplano zur chilenischen Grenze führt. Von Sucre aus führt die Straße 169 Kilometer in südwestlicher Richtung nach Potosí, wo sie auf die nord-südlich verlaufende Ruta 1 trifft. Von dort sind es auf der Ruta 1 noch einmal 122 Kilometer bis nach Padcoyo. Von dort führt eine nach Osten verlaufende unbefestigte Landstraße über Ocurí weiter nach Palacio Tambo, und in Ocurí zweigt eine Landstraße in südlicher Richtung ab und führt über Malliri nach Chiñimayu.

## Bevölkerung
Die Einwohnerzahl der Ortschaft ist in den vergangenen beiden Jahrzehnten auf ein Mehrfaches angestiegen:
| Jahr | Einwohner | Quelle       |
| ---- | --------- | ------------ |
| 1992 | 189       | Volkszählung |
| 2001 | 588       | Volkszählung |
| 2012 | 1026      | Volkszählung |
| 2024 |           | Volkszählung |

Die Region weist einen hohen Anteil an Quechua-Bevölkerung auf, im Municipio San Lucas sprechen 98,6 Prozent der Bevölkerung Quechua.